# Imholz
Imholz is een Zwitsers historisch merk van motorfietsen.
De bedrijfsnaam was Imholz Fahrradwerke AG, St. Gallen.
Imholz begon in 1924 met de productie van motorfietsen met 123cc-tweetaktmotoren, maar later leverde men ook 173cc-modellen met twee- en viertaktmotoren van Moser uit St. Aubin. Moser was samen met Motosacoche de belangrijkste leverancier van inbouwmotoren in Zwitserland. Imholz kon de concurrentie met andere Duitse en Zwitserse merken, zoals Condor, niet aan en beëindigde de productie al in 1927.